# The Rank Organisation
The Rank Organisation fue una empresa cinematográfica británica fundada en 1937 por Joseph Arthur Rank.

## Características
J.A. Rank era un industrial molinero de firmes creencias religiosas, que vio las posibilidades de utilizar el arte cinematográfico como una eficaz herramienta para difundir su fe metodista. En 1933 realizó su primera película y al año siguiente fundó junto a dos socios, la British National Films Company. Esta empresa produciría su primer film comercial en 1935, pero tuvo conflictos de distribución con empresas estadounidenses que dominaban el mercado británico, lo que decidió a Rank a crear una empresa más importante.
En 1937 logró controlar Pinewood Film Studios (Pinewood Studios), una firma inspirada en los estudios cinematográficos de Hollywood, adquiriendo en 1941 la cadena de cines ODEON y otras empresas, consolidando su posición dentro de la industria cinematográfica británica fundando The Rank Organisation (La Organización Rank). La Organización Rank se transformó en la más importante empresa distribuidora y exhibidora de Gran Bretaña, que comenzó a utilizar el logo del Hombre del Gong para identificarse. Llegó a poseer 5 estudios y 650 salas de cine.
En el año 1945 formó una escuela de actores de la cual egresó el conocido actor de carácter Christopher Lee, entre otros. También contó con afamados directores como David Lean y Ken Annakin para sus realizaciones. Entre las producciones de renombre realizadas en los Estudios Pinewood está la serie de filmes del Agente 007 James Bond, Superman,  y Aliens. La empresa terminó su producción cinematográfica en 1980, pasando en 1996 a ser parte del holding The Rank Group Plc.